# La pretora
La pretora è un film del 1976 diretto da Lucio Fulci.

## Trama
Raffaele Esposito viene chiamato a Bellignano per un processo dove è accusato di aver spacciato cibo per cani come carne in scatola. Il pretore di Bellignano è la severissima Viola Orlando. L'avvocato Bortolon, difensore di Raffaele, riesce a rimandare il processo per far compiere analisi sulla carne in scatola.
Viola riceve una telefonata da sua sorella gemella Rosa, appena lasciata dal suo ennesimo ragazzo in un albergo con il conto da pagare. Intanto nello stesso albergo giunge Raffaele che fa la conoscenza di Rosa, la seduce e se la porta a letto. Insieme i due scappano dall'albergo senza pagare. Quando Viola arriva all'albergo si trova costretta a pagare il conto della sorella e di Raffaele.
Viola chiude la fabbrica dell'imprenditore Angelo Scotti perché inquina le acque del lago. Raffaele ne 
approfitta offrendo al conte, in cambio di 10 milioni, la revoca della chiusura e una notte con Rosa, che si spaccia per Viola. Quando lo Scotti incontra il giorno dopo la vera pretora, pensando che si tratti di Rosa, tenta di toccarla finendo per essere denunciato per molestie.
Viola sospetta di Rosa e manda il suo amante Renato a parlarle. Renato trova Rosa, vestita da Biancaneve, che lavora su un set fotografico per una rivista pornografica. Qui trova Raffaele da cui compra - e poi distrugge - i negativi delle foto del servizio.
Mentre Viola presenzia ad un processo contro un produttore di film pornografici, in aula entra Bortolon che consegna all'avvocato difensore le foto di nudo in cui è ritratta Rosa. Quando le foto vengono mostrate alla corte e al pubblico,  tutti credono che si tratti di Viola. Il processo viene sospeso e subito dopo Viola si presenta dal procuratore per dare le dimissioni, ma quest'ultimo la convince a desistere.
Raffaele e Bortolon, per eliminare definitivamente la pretora, inviano una lettera anonima al cancelliere Lo Presti, collega di Viola, in cui si afferma che nelle foto di Biancaneve si tratta proprio della pretora e allegano la ricevuta del pagamento dei negativi da parte di Renato, l'amante di Viola. Dopo che Lo Presti ha ricevuto la lettera si incontra con Viola (in realtà è Rosa) con cui ha un rapporto sessuale; tutta la scena è ripresa da Raffaele con una macchina fotografica. Le foto vengono spedite a Renato che decide di troncare la storia con Viola. Le stesse foto vengono mandate al procuratore che in quel momento si trova insieme a Viola. Ad un'analisi più attenta Viola si accorge che l'ora segnata dall'orologio nella fotografia è la stessa di quando era a colloquio con il procuratore qualche giorno prima, rendendo perciò impossibile il suo incontro con Lo Presti.
Arriva il giorno del processo. Raffaele e Bortolon credono che ormai Viola abbia dato le dimissioni e rimangono stupiti nel vederla comparire in aula. Raffaele viene condannato al carcere, infine Viola e Renato fanno pace e decidono di sposarsi.

## Produzione
Ambientato in Veneto (numerosi i dialoghi nel dialetto locale) in un fantomatico paese denominato Bellignano; gli esterni in realtà furono girati a Castelfranco Veneto (scene iniziali) e ad Asolo (scena dell'arrivo dell'autobus Padova-Bellignano).